# لياقة قلبية وعائية

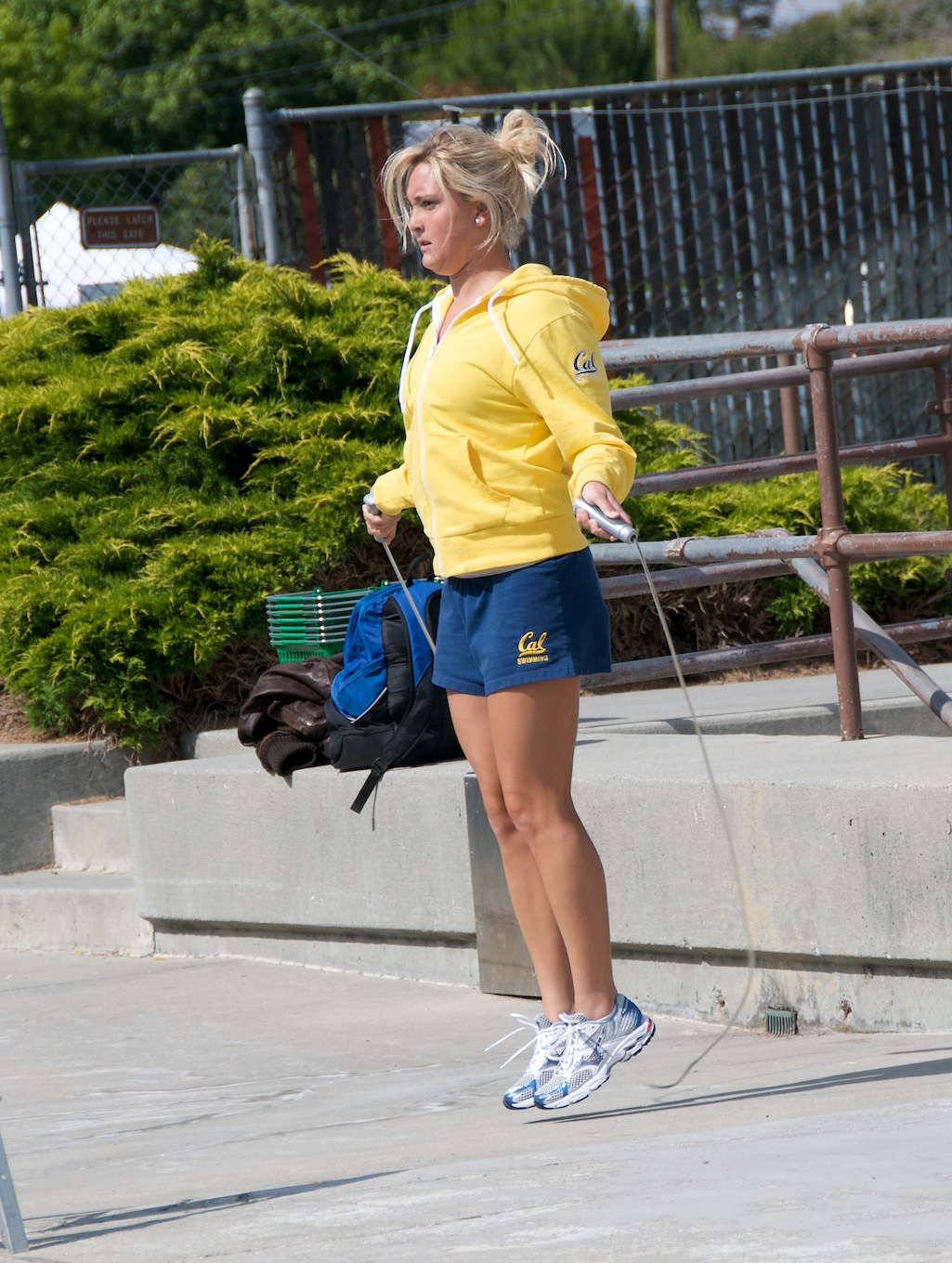

جريان الدم في العضلات . إن العامل المشترك العام النهائي في الوظيفة القلبية الوعائية في التدريبات الرياضية هو إيصال الأكسجين والغذاء الأخرى إلى العضلات. ويزداد جريان الدم لهذا الغرض زيادة كبيرة أثناء التمرين. فعند تسجيل جريان الدم في شخص لمدة دقائق أثناء تقلصات متقطعة متوسطة الشدة. فلا نلاحظ الزيادة الكبيرة في جريان الدم فقط - وهي حوالي 13 ضعفا - بل نلاحظ أيضا أن الجريان ينقص أثناء كل تقلص عضلي. ومن الممكن استنتاج نقطتين هامتين من هذه الدراسة:
1) إن العملية التقلصية نفسها تقلل مؤقتا جريان الدم في العضلات لأن العضلة المتقلصة تضغط على الأوعية الدموية داخل العضلات، ولهذا يؤدي التقلص التوتري الشديد للعضلات إلى تعبها السريع بسبب عدم توصيل الأكسجين والغذاء بكميات كافية أثناء التقلص المستمر.
2) من الممكن أن يزداد جريان الدم إلى العضلات زيادة كبيرة أثناء التمرين.
و مما يلي نلاحظ الزيادة القصوية في جريان الدم التي يمكن أن تحدث لدى الرياضي جيد التدريب:
- جريان الدم عند الراحة: 3.6 مل/100 جم عضل/دقيقة.
- جريان الدم أثناء الانقباض العضلي الأقصى: 90 مل/100 جم عضل/دقيقة.

و بهذا فإن جريان الدم يمكن أن يزداد إلى مستوى قصوي يبلغ 25 ضعفا أثناء معظم التمارين الشاقة. وينتج حوالي نصف هذه الزيادة من توسع الوعاء الدموي داخل العضلات الذي تسببه التأثيرات المباشرة لزيادة استقلاب العضلات. وتنشأ الزيادة المتبقية من عدة عوامل، ويحتمل أن يكون أكثرها أهمية هو الزيادة المعتدلة في ضغط الدم الشرياني التي تحدث أثناء التمرين والتي تصل تقريبا إلى 30% زيادة ولا تؤدي هذه الزيادة في الضغط إلى ضخ كمية أكبر من الدم خلال الأوعية الدموية فقط بل تسبب أيضا تمدد جدران الشرينات فتقلل بذلك من المقاومة الوعائية. ولهذا بمكن لزيادة الـ 30% في ضغط الدم في الغالب من أن تضاعف جريانه. ويضاف ذلك إلى الزيادة الكبيرة لضعفين آخرين على الأقل في الجريان والتي سبق وأن تولدت بالتوسع الوعائي الاستقلابي.

## نتاج الشغل، واستهلاك الأكسجين، ونتاج القلب أثناء التمارين
ليس من المستغرب بأن كل هذه تتعلق مباشرة ببعضها البعض، لأن نتاج الشغل العضلي يزيد من استهلاك الأكسجين الذي يوسع بدوره الأوعية الدموية فيزيد بذلك من العائد الوريدي والنتاج القلبي. وفيما يلي نتاجات القلب النموذجية في مستويات مختلفة من التمارين:
- رجل اعتيادي عند الراحة: 5.5 لتر/دقيقة.
- النتاج القصوي أثناء التمرين لدى رجل غير مدرب: 23 لتر/دقيقة.
- النتاج القصوي المتوسط أثناء التمرين لدى راكض المسافات الطويلة: 30 لتر/دقيقة.
و لهذا فإن نتاج الشغل لدى الشخص السوي غير المدرب يمكن أن يزداد إلى أكثر من أربعة أضعاف؛ بينما يزداد نتاج الشغل لدى الرياضي المدرب تدريبا جيدا إلى حوالي ستة أضعاف. وقد سجل لبعض راكضي المسافات الطويلة نتاج للقلب يصل إلى 35-40 لترا في الدقيقة، وهو ما يعادل 7 إلى 8 مرات نتاج الراحة السوي.

## تأثير التدريب على تضخم القلب وعلى نتاج القلب
يتضح من المعطيات السابقة بأن راكضي المسافات الطويلة يمكنهم تحقيق نتاج قلبي قصوي يبلغ حوالي 40% أكثر من ذلك الذي يحققه الشخص غير المدرب. وينتج هذا بصورة رئيسية من حقيقة أن الغرف القلبية لدى راكض المسافات الطويلة تتضخم أكبر بحوالي 40% . كما تزداد مع هذا التضخم كتلة العضلة القلبية أيضا بحوالي 40% أو أكثر من ذلك. ومن هذا نرى أنه ليس فقط العضلات الهيكلية ه التي تتضخم أثناء التدريب الرياضي ولكن القلب أيضا !
و مع ذلك فإن تضخم القلب وزيادة سعة ضخه تحدث فقط في التدريب الرياضي من نوع التحمل الطويل ولا تحدث في أنواع الرياضات القصيرة المدي.
و بالرغم من أن قلب راكض المسافات الطويلة أكبر كثيرا من قلب الشخص السوي الغير مدرب رياضيا، فإن نتاجه عند الراحة يساوي تماما تقريبا النتاج القلبي للشخص السوي.و لكن نتاج القلب السوي هذا يتحقق بحجم ضربة كبيرة ولكن بسرعة قلبية أوطأ. ويقارن الجدول التالي بين حجم الضربة القلبية وسرعة القلب لدى الشخص الغير مدرب رياضيا وآخر من راكضي المسافات الطويلة.
| عند الراحة        | حجم الضربة (مل) | سرعة القلب (ضربة/دقيقة) |
| ----------------- | --------------- | ----------------------- |
| غير رياضي         | 75              | 75                      |
| راكض مسافات طويلة | 105             | 50                      |

| القصوي            | حجم الضربة (مل) | سرعة القلب (ضربة/دقيقة) |
| ----------------- | --------------- | ----------------------- |
| غير رياضي         | 110             | 195                     |
| راكض مسافات طويلة | 162             | 162                     |

و بهذا فإن كفاءة ضخ القلب لكل ضربة قلبية هي 40-50% أكبر لدى الشخص الرياضي المدرب تدريبا عاليا مما هي لدى الشخص الغير مدرب رياضيا، ولكن هناك نقص مقابل في سرعة القلب عند الراحة.

## دور حجم الضربة القلبية وسرعة القلب في زيادة نتاج القلب
عندما يزداد النتاج القلبي من مستوى الراحة الذي يبلغ حوالي 5.5 لترات/دقيقة إلى 30 لترا/دقيقة لدى راكض المسافة الطويلة نلاحظ التغيرات التقريبية في حجم ضربة القلب وفي سرعة القلب؛ إذ يزداد حجم ضربة القلب من 105 إلى 162 مليلترا، وهي زيادة تقارب 50% ، بينما تزداد سرعة القلب من 50 إلى 185 ضربة في الدقيقة، وهي زيادة تبلغ حوالي 270% .
و لهذا فإن زيادة سرعة القلب تشكل نسبة أكبر من زيادة النتاج القلبي من تلك التي تساهم بها زيادة حجم الضربة أثناء التدريبات الرياضية الشاقة. ويصل حجم الضربة اعتيادياإلى أقصى مستواه في الوقت الذي يزداد فيه النتاج القلبي إلى نصف زيادته القصوى، ولذا فإن أية زيادة في النتاج القلبي بعد ذلك تتولد عن زيادة سرعة القلب.

## علاقة الأداء القلبي الوعائي بالـ Vo2 القصوي
تزداد أثناء التمارين القصوية سرعة القلب وحجم الضربة لحوالي 95% من مستوياتهما القصوى. وبما أن النتاج القلبي يساوي حجم الضربة مضروبا في سرعة القلب، فإننا نرى أن النتاج القلبي هو حوالي 90% من المستوى القصوي الذي يتمكن الشخص من تحقيقة. ويتباين هذا مع حوالي 65% من التهوية الرئوية القصوية. ولهذا، فإننا نرى رأسا بأن الجهاز القلبي الوعائي هو في العادة أكثر تحديدا لـ Vo2 القصوي من الجهاز التنفسي لأن استهلاك الجسم للأكسجين لا يمكن أن يكون أبدا أكثر من المعدل الذي يمكن أن ينقل به الجهاز القلبي الوعائي الأكسجين إلى الأنسجة. ولهذا السبب غالبا ما يقال إن الإنجاز الذي يمكن أن يحققه راكضو المسافات الطويلة يعتمد بصورة رئيسية على قلوبهم، لأن القلب هو الرابطة الأكثر تحديدا في توصيل الأكسجين الكافي للعضلات في التدريبات الرياضية. ولهذا فإن الـ 40% من حاصل النتاج القلبي القصوي الذي يتمتع به راكض المسافات الطويلة أكثر من الذكر الاعتيادي غير المدرب رياضيا يحتمل أن يكون الفائدة الفيزيولوجية الوحيدة الأكثر أهمية في منهج تدريب راكضي المسافات الطويلة.

## تأثير مرض القلب والشيخوخة على إنجاز الرياضيين
لما كان الجهاز القلبي الوعائي هو الذي يفرض التحديد الحرج للإنجاز القصوي في رياضات التحمل القصوي، فمن السهولة ان نفهم بأن أي نوع من أمراض القلب التي تقلل النتاج القلبي القصوي سيسبب نقصا مماثلا تقريبا في القوة العضلية الممكن تحقيقها. ولهذا فإن الشخص المصاب بفشل القلب الاحتقاني غالبا ما يعاني من صعوبة في تحقيق حتى القوة العضلية اللازمة للنهوض من السرير، وحتى لأقل من ذلك للسير على أرض الغرفة.
كما ينقص كثيرا أيضا النتاج القلبي لدى الأشخاص المسنين حيث يصل النقص إلى ما يقرب من الـ 50 % بين سن المراهقة وسن الثمانين. وهنا أيضا نجد أن القوة العضلية الممكن تحقيقها تقل كثيرا جدا.